# Christian August Lobeck

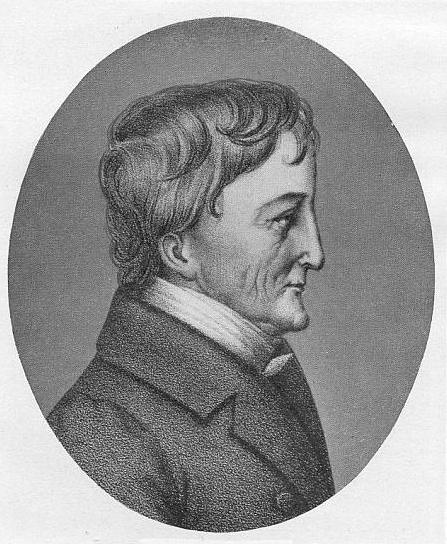
Christian August Lobeck (Stich).

Christian August Lobeck (* 5. Juni 1781 in Naumburg (Saale); † 25. August 1860 in  Königsberg i. Pr.) war einer der führenden deutschen klassischen Philologen des 19. Jahrhunderts. Seine Forschungen auf dem Gebiet der Religionsgeschichte waren richtungsweisend; in die griechische Sprachforschung bezog er die junge Disziplin der indogermanischen Sprachforschung ein. Als einer der letzten deutschen Geisteswissenschaftler verfasste er seine Werke vollständig in lateinischer Sprache.

## Leben
Lobeck, Sohn des Rektors der Naumburger Domschule, besuchte fünf Jahre lang das von seinem Vater geleitete Institut, wo sich sein Unterricht ganz auf Latein und Griechisch beschränkte. Schon zu dieser Zeit freundete er sich mit dem zwei Jahre älteren August Seidler (1779–1851) an, mit dem er bis zu seinem Tod in Verbindung blieb. Die beiden lasen gemeinsam verschiedene Dichter, darunter Vergil und Gottfried August Bürger. Der Traum, selbst Dichter zu werden, verband sie. Lobeck verließ mit 15 Jahren die Schule und immatrikulierte sich an der Universität Jena für Rechtswissenschaft. Er hörte auch Vorlesungen der Theologen Johann Jakob Griesbach, Heinrich Eberhard Gottlob Paulus und Karl David Ilgen sowie des Philosophen Johann Gottlieb Fichte.
Im zweiten Semester wechselte Lobeck Studienort und -fach: Er bezog die Universität Leipzig und studierte Evangelische Theologie mit dem Ziel Lehramt an Gymnasien. Seine mangelhafte Schulbildung versuchte er durch private Weiterbildung zu ergänzen. Das Studienziel, das er bis zum Examen verfolgte, wich jedoch zunehmend einer Neigung zur klassischen Philologie. Von den Philologieprofessoren Leipzigs hörte Lobeck Christian Daniel Beck und Johann Gottfried Jakob Hermann, der ihm anfangs zu hoch war, ihn später aber am meisten anregte. Die Freundschaft der beiden hielt bis zu Hermanns Tod 1848 an. Lobeck führte in Leipzig ein zurückgezogenes und ganz den Studien gewidmetes Leben. Unter den Kommilitonen zählten zu seinen Freunden die Fachgenossen Karl Gottlob August Erfurdt und Karl August Förster. 1799 wurde Lobeck Kandidat des Predigtamtes, konzentrierte sich jedoch weiterhin auf seine akademische Fortbildung. 1802 habilitierte er sich als Privatdozent an der Universität Wittenberg mit einer gegen Gotthold Ephraim Lessing gerichteten Schrift Disputatio de diis veterum adspectu corporum exanimium non prohibitis, die eine Reaktion auf Lessings Schrift Wie die Alten den Tod gebildet haben war.
Kurz nach der Habilitation wurde Lobeck Adjunkt der philologischen Fakultät in Wittenberg. Er hielt lateinische und griechische Vorlesungen sowie ein Disputatorium, in dem neben Latein auch Griechisch gesprochen wurde. Zu den Besuchern dieses Disputatoriums zählten Friedrich August Wilhelm Spohn, Gregor Wilhelm Nitzsch, Friedrich Traugott Friedemann und Friedrich Lindemann. Seinen Lebensunterhalt bestritt Lobeck zu dieser Zeit aus seinem monatlichen Gehalt als Kustos der Universitätsbibliothek und Privatstunden. Nachdem die Universität Wittenberg durch die Neuaufteilung Deutschlands im Frieden von Tilsit 1807 starke Verluste hinnehmen musste, wurde auch Lobecks Stelle gestrichen. Er ging als Konrektor an das Lyzeum von Wittenberg und wurde kurz darauf zum Rektor ernannt. Seine wissenschaftliche Arbeit unterbrach Lobeck auch in dieser Position nicht. Vor der Belagerung von Wittenberg durch die Preußen (1814) floh Lobeck nach Bad Schmiedeberg. Nach der Völkerschlacht bei Leipzig (1813) erhielt Lobeck einen Ruf an die Universität Königsberg, wo er ab 1814 als Nachfolger seines Studienfreundes Karl Gottlob August Erfurdt Professor der Beredsamkeit und Altertumswissenschaft war. Erfurdt war kurz zuvor erkrankt und verstorben. In der Zeit der preußischen Bildungsreform war er zeitweise Mitglied der 1810 gegründeten Wissenschaftlichen Deputation, die das Bildungswesen im Sinne des Neuhumanismus umgestalten sollte.
1815 heiratete Lobeck die Tochter des Superintendenten Kuntze in Bischofswerda (1789–1879). Das Paar bekam keine eigenen Kinder, hatte aber zwei Pflegetöchter, und Lobeck förderte die akademische Laufbahn seines weit jüngeren Vetters Florian Lobeck in Königsberg.
Lobeck wirkte in Königsberg als Professor der klassischen Philologie, Archäologie und Alten Geschichte. Bis zur Berufung Karl Lehrs’ (1845) war Lobeck der einzige Professor der Altertumswissenschaft zu Königsberg. Lateinische Stilübungen standen im Zentrum seiner Bemühungen. In jedem Triennium hielt er sechs vierstündige Vorlesungen in lateinischer Sprache über verschiedene Themen und Felder der Altertumswissenschaft. Auch seine Interpretationen galten unter Königsberger Studenten aller Fächer für hörenswert. Seit 1848 war er auswärtiges Mitglied der Bayerischen Akademie der Wissenschaften. 1849 wurde er zum auswärtigen Mitglied der Académie des Inscriptions et Belles-Lettres und 1855 zum korrespondierenden Mitglied der Russischen Akademie der Wissenschaften gewählt. Bis 1851 leitete er das philologische Seminar der Königsberger Universität allein, ab da bis zu seiner Entpflichtung 1857 gemeinsam mit Karl Lehrs. Lobeck war Redner der Universität, Oberbibliothekar, Examinator und Direktor der Prüfungskommission für Lehramtskandidaten. Außerdem war der entschiedene Liberale und Rationalist als Wahlmann politisch aktiv. Dies war der Grund für manchen Streit mit seinem Freund und Schüler Wilhelm Drumann, der konservativ und erklärter Monarchist war.
Seine schwache Gesundheit, die von Überanstrengung zu Studienzeiten herrührte, konnte er in drei Aufenthalten im Kurort Bad Salzbrunn soweit wiederherstellen, dass er bis zu seinem Tod keinen Urlaub nehmen musste. Auch verließ er seinen Wohn- und Wirkungsort Königsberg fast nie, wo er wegen seiner Gelehrsamkeit, seines Stils und seines freundlichen, bescheidenen Wesens als Original galt. Sein Wahlspruch war das Wort der  Sieben Weisen von Griechenland: vive latenter (λάθε βιῶσας), „lebe im Verborgenen“. Die ersten ernsten Altersbeschwerden traten 1857 auf, weshalb er kurz darauf von seinem Lehramt zurücktrat. Seine wissenschaftliche Arbeit ließ er jedoch nicht ruhen. Drei Jahre später starb er friedlich im Schlaf. Bei der Totenfeier am 29. November 1860 ehrte ihn Ferdinand Nesselmann mit einem Gedichtsvortrag.

## Leistungen
Lobecks Arbeit konzentrierte sich auf Textinterpretation, griechische Religionsgeschichte und griechische Sprachforschung.
Lobeck war der Erste, der die Theorie eines orientalischen Religionsimports nach Griechenland ablehnte. Sein Großwerk Aglaophamus sive de theologiae mysticae Graecorum causis libri tres (1829), an dem er über 20 Jahre lang gearbeitet hatte, wurde mit großem Wohlwollen und Staunen rezipiert, und Wilhelm von Humboldt hob lobend hervor: Er halte es für unmöglich, in einem höheren Grade Tiefe der Forschung und Vollendung der Darstellung zu verbinden. Lobeck bewies in diesem Werk, dass die griechischen Mysterienkulte autochthone Ursprünge hatten und nicht in der überlieferten Form aus dem Orient eingeführt worden waren. Trotz der zahlreichen negativen Erkenntnisse im Aglaophamus bewirkte das Werk viele positive Erkenntnisse des 19. Jahrhunderts.
Im Bereich der griechischen Sprachforschung hatte Lobeck seine Kompetenz schon in der Ausgabe des Aias von Sophokles (1809) unter Beweis gestellt. Auch seine Ausgabe des Grammatikers und Lexikografen Phrynichos (1820) war das Ergebnis sorgfältiger Forschung. Die zweite Hälfte des Buches macht eine Reihe von Abhandlungen zur Wortbildungslehre aus. Nach der Vollendung des Aglaophamus wandte sich Lobeck ausschließlich der Sprachforschung zu. Er veröffentlichte 1835 eine zweite Ausgabe des Aias, dazu 1837 Paralipomena (Ergänzungen) und Zusätze zu Buttmanns griechischer Grammatik, sowie Pathologiae Graeci sermonis Elementa in zwei Bänden (Band 1 1853, Band 2 postum 1862, herausgegeben von Carl Friedrich Wilhelm Müller). In allen Werken stand die Wortbildungslehre im Mittelpunkt. Während der massiven Umwälzungen im Gebiet der Sprachwissenschaft durch Entdeckung der Sprachverwandtschaften in den 30er Jahren gelang es Lobeck, die neue Lehre zu adaptieren und in seine Forschung einfließen zu lassen, obwohl sie vielerorts noch lange Zeit abgelehnt wurde. Georg Curtius lobt seine Fähigkeit zur Strukturierung und seine, wenn auch oft falschen, Etymologien in seinem Werk Grundzüge der Griechischen Etymologie.

## Schriften
- Aglaophamus sive de theologiae mysticae Graecorum causis, idemque poetarum Orphicorum dispersas reliquias collegit (1829) Bd. 1 Bd. 2
- Paralipomena grammaticae Graecae. Weidmann, Leipzig 1837. (Digitalisat Teil 1), (Teil 2)
- Pathologiae sermonis Graeci prolegomena. Weidmann, Leipzig 1843. (Digitalisat)
- Pathologiae Graeci sermonis elementa. Borntraeger, Königsberg 1853. (Digitalisat Teil 1), (Teil 2)